# Belem Rodríguez Mora
Belem Rodríguez es una mezzosoprano mexicana.

## Carrera musical
Es Licenciada en Música por parte de la Benemérita Universidad Autónoma de Puebla, México. Ha colaborado con Orquestas de México como son: OFUNAM, Orquesta Sinfónica Nacional del Palacio de Bellas Artes, Filarmónica de la Ciudad De México y muchas más.
Ha sido estelar de diversas óperas en las que destacan Carmen, de la ópera homónima, Amneris, de Aida y Santuzza de Cavalleria Rusticana.  En su repertorio también se encuentran roles en óperas como: Rigoletto, Nabucco, Gianni Schicchi, Il trovatore, La Valquiria, El ocaso de los dioses, Eugene Onegin, Jenůfa, Hansel y Gretel y Rusalka, entre otras.
Como solista, en su repertorio sinfónico cuenta con la Novena Sinfonía y la Fantasía Coral de Ludwig Van Beethoven, El Canto de la Tierra de Gustav Mahler, Alexander Nevsky de Prokofiev, el Requiem de Mozart y el Requiem de Verdi.

## Reconocimientos
- Concurso Nacional de Canto Carlo Morelli 2001, Ciudad de México[1]
- Concurso Internacional de Nuevas Voces Líricas del Teatro Colón 2005 en Buenos Aires, Argentina[1]
- Loren L. Zachary Society National Vocal Competition 2005 en Los Angeles, California[1]
- Primer Lugar en el Barry Alexander International Vocal Competition 2010 en Nueva York, USA[1]